# El Pulgar
El Pulgar (spanisch für Der Daumen) ist ein markanter und 1660 m hoher Monolith aus Granit im ostantarktischen Viktorialand. In der nördlichen Morozumi Range der Usarp Mountains ragt er 5 km nördlich des Berg Peak auf.
Vier Teilnehmer der von 1967 bis 1968 dauernden New Zealand Geological Survey Antarctic Expedition bestiegen ihn und gaben ihm seinen deskriptiven Namen.